# Катаржи
Катаржи, более верная транскрипция — Катарджиу (рум. Catargiu) — дворянский род в Молдавии, а также фамилия.
Восходит к первой половине XVII века, а в Россию переселился в XVIII веке. Иван Егорович Катаржи был бессарабским губернским предводителем дворянства. Род Катаржи внесён в VI часть родословной книги Бессарабской губернии.

## Описание герба
Щит поделён диагональной голубой полосой справа налево. На ней три золотые пятиконечные звезды. Вверху параллельно друг другу три чёрных орлиных крыла в золотом поле. Внизу в синем поле накрест золотые булава и сабля, остриём вверх.
Над щитом дворянский коронованный шлем с тремя страусовыми перьями. Намёт голубой подложен золотом. Щит держат двое молдаван. Герб Катаржи внесен в Часть 7 Сборника дипломных гербов Российского Дворянства, невнесенных в Общий Гербовник, стр. 31.

## Фамилия
- Катаржи, Григорий Ильич — Георгиевский кавалер; капитан; № 2873; 13 марта 1814.
- Катаржи, Илья Филиппович (1747—1822) — генерал-майор.
- Катарджи, Ласкар
- Катаржи, Павел Ильич — Георгиевский кавалер; полковник; № 4943; 3 декабря 1834.